# Conidiobolus antarcticus
Conidiobolus antarcticus är en svampart som beskrevs av S. Tosi, Caretta & Humber 2004. Conidiobolus antarcticus ingår i släktet Conidiobolus och familjen Ancylistaceae.   Inga underarter finns listade i Catalogue of Life.